# Barranc de Maçana
El Barranc de Maçana és un torrent afluent per la dreta de la Riera de Madrona que neix al peu del vessant de ponent del Serrat de la Bandera. De direcció predominant cap a les 7 del rellotge, desguassa al seu col·lector a poc més de 300 m. al nord del Castell de Madrona després d'haver fet tot el seu curs pel terme municipal de Pinell de Solsonès

## Xarxa hidrogràfica
La seva xarxa hidrogràfica, que també transcorre íntegrament pel terme municipal de Pinell de Solsonès, està constituïda per 17 cursos fluvials la longitud total dels quals suma 10.105 m.

### Afluents destacables
- La Rasa de Cavallol